# Петелинос
Петелинос (на гръцки: Πεθελινός) е село в Република Гърция, Егейска Македония, дем Довища, област Централна Македония.

## География
Селото е разположено на около 10 километра югоизточно от Кешишлък (Неос Скопос), в Сярското поле.

## История

### В Османската империя
В османски данъчни регистри на немюсюлманското население от вилаета Зъхна от 1659-1660 година е отбелязано, че Петелинос наброява 31 джизие ханета (домакинства).
Александър Синве („Les Grecs de l’Empire Ottoman. Etude Statistique et Ethnographique“), който се основава на гръцки данни, в 1878 година пише, че в Питилинос (Pithilinos), Ксантийска епархия, живеят 180 гърци. В „Етнография на вилаетите Адрианопол, Монастир и Салоника“, издадена в Константинопол в 1878 година и отразяваща статистиката на населението от 1873 година, Петелинос (Pétélinos) е посочено като село с 28 домакинства и 70 жители цигани.
В 1889 година Стефан Веркович (Топографическо-этнографическій очеркъ Македоніи) отбелязва Петелинос като село с 40 гръцки къщи. Според Георги Стрезов към 1891 Петелинос е гръцко село.
Според Густав Вайганд в Бишларъ, Петелино, Хурвища и други околни села зимуват овчарите власи от Стара планина.
Към 1900 година според статистиката на Васил Кънчов („Македония. Етнография и статистика“), населението на Петелинос брои 250 цигани. По данни на секретаря на Българската екзархия Димитър Мишев („La Macédoine et sa Population Chrétienne“) през 1905 година в Петелинос (Petelinos) има 125 жители гърци.

### В Гърция
След Междусъюзническата война в 1913 година селото попада в Гърция. В него са заселени гърци бежанци. Според преброяването от 1928 година Петелинос е смесено местно-бежанско село с 6 бежански семейства и 24 души.